# Aziz Corr Nyang
Abdul Aziz Corr Nyang (* 27. August 1984) ist ein gambischer Fußballspieler, der auch die schwedische Staatsbürgerschaft besitzt.
Er spielte bis 2004 bei Katrineholms SK. Zuvor war er beim Åtvidabergs FF und bei Djurgårdens IF unter Vertrag; in der Jugend spielte er für Djurgårdens IF sowie IFK Lidingö. Seit 2006 hat Corr Nyang wieder einen Verein; er spielt für Tyresö FF.
Außerdem spielt er für die Gambische Fußballnationalmannschaft.